# Folkets park, Boxholm
Folkets Park är en park i Boxholms kommun som ligger mellan Parketten och Stenbockskolan.

## Historia
Den första folkparken i Boxholm anlades i början  av 1900-talets och låg nedanför gamla Folkets hus, den hette då Minervas Park efter byggnadsföreningen Minerva.  Man brukade denna park fram till 1926 då den nuvarande parken togs i bruk.
Men man invigde parken först 1928 och vid frilufsteatern i parken hölls den första teatern Ett revolutuionsbröllop.